# (4883) Korolirina
(4883) Korolirina (1978 RJ1) – planetoida z pasa głównego asteroid okrążająca Słońce w ciągu 4,54 lat w średniej odległości 2,74 j.a. Odkryta 5 września 1978 roku.